# Przyłbice
Przyłbice (ukr. Прилбичі) – wieś na Ukrainie, w rejonie jaworowskim obwodu lwowskiego. Wieś liczy około 2360 mieszkańców.
Pierwsze wzmianki o Przyłbicach pojawiają się w II połowie XIV wieku. Od XVIII wieku do 1939 roku wieś należała do Szeptyckich. W II Rzeczypospolitej do 1934 samodzielna gmina jednostkowa. Następnie należała do zbiorowej wiejskiej gminy Bruchnal w powiecie jaworowskim w woj. lwowskim. Po wojnie wieś weszła w struktury administracyjne Związku Radzieckiego.

## Dwór
- Pod koniec XIX w. Jan Szeptycki wybudował nowy dwór zwieńczony dachem czterospadowym. Jan był ojcem Leona Józefa (1877-1939), żonatego z Jadwigą z Szembeków (1883–1939), prawnuczkę Aleksandra Fredry. Dwór został on spalony w 1914 r. Przy obiekcie znajdował się park[3].

## Urodzeni
- Jan Kanty Szeptycki
- Andrzej Szeptycki
- Klemens Szeptycki
- Stanisław Szeptycki
- Aleksander Szeptycki